# Acalypha meiodonta
Acalypha meiodonta é uma espécie de flor do gênero Acalypha, pertencente à família Euphorbiaceae.